# 橘氏
橘氏（たちばなうじ）は、日本の氏族のひとつ。姓（カバネ）は宿禰、のち朝臣。
飛鳥時代末期に県犬養三千代（橘三千代）および葛城王（橘諸兄）・佐為王（橘佐為）を祖として興った皇別氏族。姓の代表的なものの一つとして源氏・平氏・藤原氏とともに「源平藤橘」（四姓）と総称されている。
平安時代中期まで複数の議政官を輩出したが以降は振るわず、堂上家は安土桃山時代に断絶した。一部は武家となり、鎌倉幕府創設期に源頼朝の側近となった橘公長・公業親子などが著名であるほか、南北朝時代に活躍した楠木氏も本姓を橘氏と称する。

## 歴史

### 賜姓
県犬養三千代は天武朝から命婦として仕え、文武天皇の乳母を務めたともされ、後宮の実力者として皇室と深い関係にあった。三千代は初め敏達天皇の後裔であった美努王の妻となり、葛城王・佐為王・牟漏女王を生んだ。持統天皇8年（694年）に美努王が大宰帥として九州へ赴任すると、代わって藤原不比等の夫人となり、藤原光明子（光明皇后）らを生んだ。和銅元年（708年）11月25日、元明天皇の大嘗祭に際して、天武天皇治世期から永く仕えてきた三千代の功績が称えられ、橘の浮かんだ杯とともに「橘宿禰」の氏姓が賜与された。三千代は天平5年（733年）に没したが、『続日本紀』には「内命婦正三位県犬養橘宿禰」と記されている。
天平8年（736年）11月11日に三千代の子であった参議左大弁葛城王と従四位上佐為王が、三千代の跡目を継ぐとして橘宿禰の氏姓継承と臣籍降下を朝廷へ申請し、同月17日に許された。この際元正太上天皇と光明皇后は次の歌を贈り、「千秋万歳に相継ぎて窮ることなかれ」と告げるとともに、御酒を下した。
橘は 実さへ花さへ その葉さへ 枝に霜ふれど いや常葉の樹—『万葉集』巻6 1009番、
葛城王は橘諸兄と改名し、佐為王は橘佐為を称した。佐為はまもなく天然痘で病死したが、諸兄は天平9年（737年）には大納言へのぼると、翌10年（738年）には右大臣へ、同15年（743年）には左大臣へ昇進し、聖武・孝謙両天皇の治世期に太政官首班として政治に当たった。聖武の時代には藤原不比等と並んで橘三千代もたびたび顕彰され、諸兄やその子の奈良麻呂、佐為の娘で聖武天皇の夫人となった古那可智などが叙位を受けた。天平勝宝2年（750年）正月16日には朝臣の姓を賜り、これ以降、諸兄は「橘朝臣」を称した。また佐為の子らも橘朝臣姓を称した橘氏の歴史の中で最も権勢を誇ったのがこの諸兄の時期である。
しかし光明皇后に親しい藤原仲麻呂が台頭すると、諸兄の権勢は陰りを見せるようになった。諸兄は聖武太上天皇に不敬の言を吐いたとして告発され、許されたものの天平勝宝8歳（756年）2月に致仕し、天平勝宝9歳（757年）正月に病没した。

### 橘奈良麻呂の乱
諸兄の子奈良麻呂は天平15年（743年）頃から仲麻呂および孝謙天皇の排除を目指しており、大伴古麻呂・佐伯全成・黄文王などを勧誘していた。諸兄が没した5ヶ月後の天平勝宝9歳7月、奈良麻呂の計画が密告によって発覚し、捕らえられて獄死した（橘奈良麻呂の乱）。この影響で、二ヶ月後の天平宝字元年（757年）閏8月18日に佐為の子であった古那可智・真都我・綿裳らと一族は橘朝臣姓にかえて「広岡朝臣」姓を賜姓されている。
天平宝字5年（761年）正月、真都我が叙位を受けた際には「橘宿禰」と記されており、天平宝字3年7月からこの時期までにに、佐為の子らは橘姓に復姓している。またその後時期は不明であるが朝臣姓にも復している。真都我は後宮の女官として尚侍・従三位まで昇進し、橘氏の中央政界復帰への足掛かりを作ったとする見方もある。

### 平安時代
奈良麻呂の子らはいずれも高位に登ることはなかったが、そのうちの橘清友の娘橘嘉智子（檀林皇后）は嵯峨天皇の妃となり、815年（弘仁6年）に皇后となると、橘氏の状況は一変した。当時、皇后を輩出した臣下氏族は藤原氏のみであり、橘氏からの立后は貴族社会における橘氏の地位を上昇させた。弘仁13年（822年）に橘常主（奈良麻呂孫）が約70年ぶりの橘氏公卿となり、さらに嘉智子出生の皇子が仁明天皇として即位すると、嘉智子の兄橘氏公が外戚として目覚ましい昇進を遂げ、承和11年（844年）には右大臣に至った。一方で、嘉智子の従兄弟にあたる橘逸勢が承和の変により排斥される事件も発生したが、嘉智子が健在の時期に橘氏は総じて勢力を大きく伸長している。橘氏の子弟教育を行う大学別曹学館院は、嘉智子により設立されたものである。
9世紀半ばから10世紀後半の時期の橘氏公卿は、橘岑継（氏公長男）、橘広相（奈良麻呂の子橘島田麻呂の曾孫）、橘澄清（常主曾孫）、橘良殖（常主孫）、橘公頼（広相6男）、橘好古（広相孫）、橘恒平（良殖孫）ら7名にのぼった。その多くは参議または中納言止まりであったが、好古は大納言まで昇進した。永観元年（983年）に参議在任3日で薨去した恒平を最後として、橘氏公卿は絶えた。

### 下流貴族へ
橘氏は受領クラスの中下流貴族であったが、藤原氏・源氏・王氏とともに、毎年正月に一族の正六位上の人物中から一人が氏長者の推薦により、従五位下に叙される「氏爵」の対象となる氏族として扱われた。しかし公卿にのぼるものが稀になった頃から、他氏の公卿が氏爵推挙を代行する是定の制度が生まれた。是定の地位は橘澄清の娘の縁から九条家が行うことが通例となった。学館院の管理や氏神である梅宮大社別当の任免権も是定が保持しており、橘氏長者は是定より学館院別当に補される形で就くものとなった。
好古の孫にあたる則隆の子孫が氏長者を継ぐ嫡流として続き、摂関家特に九条家に随従することとなった。
平安時代後期の橘広房の子の代で、橘氏嫡流は橘以長・橘広仲・橘以実の三系統に分かれ、以長流が橘氏長者を継承した。延慶4年（1311年）に以実流の橘知尚が従三位非参議となり、橘恒平以来の公卿となったが、この系統はその後公卿を出すことはなかった。

### 堂上家の興亡
室町時代前期の延文3年（1358年）に知尚の甥橘知任が従三位となり、子の橘知繁・孫の橘知之、知之の甥橘知興の代まで代々昇殿を許される堂上家に列し、橘氏長者を称した。しかし応永31年（1424年）に仙洞御所で複数の女官と公卿の密通事件が発覚し、大納言局と密通していた知興は髻を切って逐電してしまった。
応永19年（1412年）8月25日に以長流嫡流の橘以基は従三位にのぼり、この系統では橘好古以来12代ぶりの公卿となった。その後の当主も従三位非参議となり、薄家の家名を称し堂上家として扱われるようになった。ただし曾孫にあたる薄以緒は唐橋在数の子であり、血統としては諸兄の直系ではなくなっている。薄家は安土桃山時代においても紅粉屋公事・牛公事・長坂口黒木公事・青花公事など多数の権益を保持する家であった。しかし天正13年（1585年）、羽柴秀吉は薄家の公事銭徴収を停止し、これに従わなかったとして当時の当主諸光（以継）に切腹を命じた。これにより薄家は絶家した。

### 江戸時代以降
江戸時代に入ると、元和6年（1620年）に九条家の諸大夫であった信濃小路宗増が関白・九条幸家の命令により醍醐源氏から橘氏に改姓し、信濃小路家が橘氏の嫡流とされた。また、そのほかに地下家として、外記方の青山家（中務省史生）・深井家（賛者）、官方の和田家（弁侍）などが橘姓を称した。深井家は祖の定基が以継の子であるとしているが、後に源氏（家名・西尾家）・藤原氏（家名・八木家）に改姓している。また国学者で歌人の橘曙覧も橘氏の後裔を称している。

### 武家
橘氏の中には地方に土着し、武士となる者も現れた。橘遠保は承平天慶の乱で活躍し、その子孫を称する武家が多く生まれた。藤原純友の鎮圧のために大宰権帥として九州へ下向した橘公頼の子孫は、そのまま筑後に土着し、筑後橘氏を称したとされている。また、奥羽にも定着した橘氏もおり、10世紀末に活躍した橘好則や清原武則の甥で前九年の役で活躍した橘貞頼・頼貞兄弟がその代表と言える。治承・寿永の乱期には橘公長・橘公業父子が活躍し、宇和郡、秋田郡を所領。のち公業は肥前の杵島郡から子孫に渋江氏、牛島氏、中村氏、中橋氏を輩出した。南北朝時代に南朝方として活躍した楠木氏は橘姓を称しており、楠木正儀は参議に登るなど、南朝の中核として活動した。織田信長・豊臣秀吉などの祐筆をつとめた楠木正虎は楠木氏の後裔を称しており、楠木氏の朝敵解除のために運動している。
江戸時代、広島藩に儒家として仕えた頼家は、小早川隆景の家臣橘正茂の後裔であり、頼春水・頼山陽などの多くの学者を輩出した。

## 主な橘氏の人物
- 県犬養橘三千代
- 橘諸兄（葛城王） - 三千代の長子。正一位左大臣
- 橘佐為（佐為王） - 三千代の次子。
- 牟漏女王 - 三千代の娘。藤原房前室。
- 橘奈良麻呂 - 諸兄の長男。
- 橘島田麻呂 - 奈良麻呂の子。
- 橘清友 - 奈良麻呂の子。
- 橘嘉智子 - 清友の娘。檀林皇后。
- 橘氏公 - 清友の子。
- 橘岑継 - 氏公の子。
- 橘逸勢 - 能書家。三筆の1人。
- 橘広相 - 諸兄の五世孫。学者。陽成天皇、光孝天皇、宇多天皇の3代に仕える。
- 橘公材 - 広相の次男。
- 橘公頼 - 広相の五男。筑後橘氏の祖、大宰権帥。藤原純友の弟の純乗を筑後の蒲池城で迎え撃つ。

- 橘敏通 - 公頼三男。藤原純友・純乗追討に活躍。筑後国蒲池の領主となる（筑後橘氏）。
- 千観 - 公頼四男敏貞の子。民衆に浄土教を布教。
- 橘好古 - 公材の長男。広相の孫。藤原純友討伐の功により伊予国宇和郡を賜る。
- 橘則光 - 公家貴族、歌人、橘敏政の長男。好古の孫。清少納言の最初の夫として知られる[29]
- 橘善行 - 法名・性空。圓教寺を創建。
- 蔵賀 - 多武峰に住す。多武峰先徳。
- 皇慶 - 谷阿闍梨。台密谷流の祖。
- 能因 - 俗名、橘永愷。歌人。
- 橘道貞 - 藤原道長側近。
- 小式部内侍 - 道貞の娘。歌人。
- 橘為仲 - 歌人。
- 橘公長 - 平安時代末期の武士。平家の家人から源氏方に付き、平宗盛を処刑。
- 橘公業 - 公長の次男。肥前小鹿島氏の祖。
- 橘公義 - 公業の子。
- 橘成季 - 鎌倉時代の下級貴族。九条道家の近習。
- 蒲池久直 - 嵯峨源氏。橘公頼、橘敏通の子孫である筑後橘氏の娘婿となり、蒲池氏の祖となる。

## 橘氏後裔
氏族
- 有良朝臣
- 小鹿島氏 - 嘉禎二年（ 1236年）、鎌倉幕府の命により鎌倉より一族郎党を率い肥前国杵島郡長島庄に入部した橘公業を祖とする。子の公義が家督を継ぎ現佐賀県武雄市全域から現長崎県波佐見町までをその勢力下に置いた。文永九年（1272年）、公義の子の代に四家に分かれ、長子.公村は姓を渋江と改め、他の三家はそれぞれ牛島家(公茂)、中村家(公光)、中橋家(時業)を名乗り所領を分割した。子孫は肥前、肥後を中心に江戸時代にも武家として活躍した。
- 楠木氏 - 『太平記』などの文学作品では、橘氏の支流で敏達天皇・橘諸兄の後裔とされるが、伊予橘氏の支流ではないかという説もある。楠木正成は建武2年（1335年）8月25日の『法華経』奥書（湊川神社宝物）で橘朝臣正成と記しており、橘朝臣姓を称していたことは事実である。『尊卑分脈』「橘氏系図」も正成を橘氏として扱っている[30]。正成の三男、楠木正儀は弘和2年/永徳2年（1382年）に南朝において参議へ昇任し、橘氏を称する議政官としては中世以降唯一の例となった。
- 花本氏- 平安時代末期～鎌倉時代初期の歌人花本十念の後裔。形部大輔橘家基の子、橘家季は出家して奈良にすみ、花本十念・素俊と称した。和歌は「新勅撰和歌集」をはじめ勅撰集3集に1首ずつおさめられている。嘉禎3年「楢葉和歌集」をあんだ。

人物
- 橘千蔭 - 江戸時代中期から後期にかけての国学者・歌人・能書家。加藤千蔭。橘氏後裔を自称。
- 橘守部 - 江戸時代後期の国学者。
- 橘曙覧 - 幕末期の歌人。橘氏後裔を自称。

## 橘氏の現れる文芸
鎌倉時代初期に成立した『松浦宮物語』は、主人公「橘氏忠」と神南備皇女・唐の文皇帝の后・華陽公主という三人の女性との恋を描いた物語である。
文楽や歌舞伎の演目のひとつである『芦屋道満大内鑑』では、内裏の左大将である「橘元方」が、秘伝書の相続人を身内の者にするため、また身内の御息所に皇太子（親王）の子を懐妊させることを意図して、誘拐・殺人などを企てる。この陰謀は芦屋道満や安倍晴明の活躍で暴かれ、橘元方は流刑に処される。